# Dituabanza Nsumbu
Belmond Dituabanza Nsumbu (ur. 31 stycznia 1982 w Kinszasie) – piłkarz z Demokratycznej Republiki Konga grający na pozycji obrońcy.

## Kariera klubowa
Karierę piłkarską Nsumbu rozpoczął w klubie FC Saint Eloi Lupopo z miasta Lubumbashi. W 2002 roku zadebiutował w jego barwach w pierwszej lidze Demokratycznej Republiki Konga. W debiutanckim sezonie wywalczył mistrzostwo kraju. W 2005 roku odszedł do AS Vita Club z Kinszasy. Grał tam przez 2,5 roku i w tym okresie dwukrotnie zdobył Super Coupe de Kinshasa w latach 2005 i 2006. W 2008 roku wrócił do FC Saint Eloi Lupopo.

## Kariera reprezentacyjna
W reprezentacji Demokratycznej Republiki Konga Nsumbu zadebiutował w 2004 roku. W 2006 roku rozegrał jedno spotkanie w Pucharze Narodów Afryki 2006, ćwierćfinałowe z Egiptem (1:4). Od 2004 do 2007 roku rozegrał w kadrze narodowej 20 meczów.